# Jugendburg

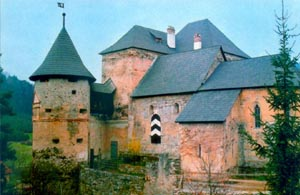
Die Jugendburg Streitwiesen als Beispiel für eine durch die Jugend renovierte Burgruine

Jugendburgen sind mittelalterliche Burganlagen, die im 20. Jahrhundert als freie Begegnungs- und Bildungsstätten für Jugendliche hergerichtet wurden. Die Träger der ursprünglichen Jugendburgen stammen meist aus der Wandervogel- oder der Pfadfinderbewegung oder stehen der Jugendbewegung zumindest nahe.

## Begrifflichkeit
Der Begriff Jugendburg bezieht sich ursprünglich auf die Nutzung von Burgen durch die Jugend.
Die Differenzierung zwischen Jugendburgen in diesem historischen Sinn und Jugendburgen im Sinne von Burgen, die als Jugendherberge beispielsweise des Deutschen Jugendherbergswerks genutzt werden, ist umstritten. So entstanden Jugendherbergen bereits ab Anfang des 20. Jahrhunderts im Zuge der Jugendbewegung als Unterkünfte für junge Menschen, Jugendgruppen und Schulklassen. Und bereits im Jahr 1912 wurde von Richard Schirrmann auf der Burg Altena oberhalb der Stadt Altena die erste deutsche Jugendherberge errichtet (von 1906 bis 1915 Wiederaufbau). Die erste Jugendburg, die aus der Jugendbewegung selbst hervorging, war Burg Rothenfels am Main. Sie wurde am 21. Februar 1919 durch den katholischen Bund Quickborn eröffnet. Auf der Burg wirkten der Theologe und Religionsphilosoph Romano Guardini und der Architekt Rudolf Schwarz.
Während der Zeit des Nationalsozialismus wurden Jugendburgen von der Hitlerjugend und dem Bund Deutscher Mädel genutzt. Von 1935 bis 1943 gab es auch eine Schülerzeitschrift mit dem Titel Deutsche Jugendburg, die vom Nationalsozialistischen Lehrerbund herausgegeben wurde.

## Jugendburgen in der Jugendbewegung

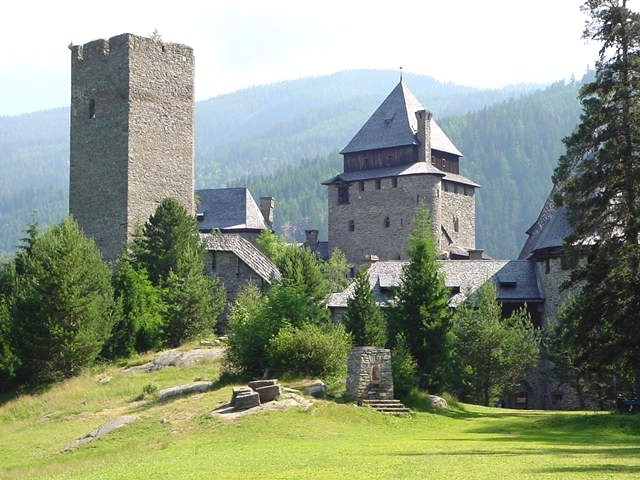
Die Burg Finstergrün gehört der Evangelischen Jugend Österreich

Im Zusammenhang mit Jugendburgen trifft man immer wieder auf die Namen Gustav Wyneken, Robert Oelbermann und Karl Oelbermann.
Der Reformpädagoge Gustav Wyneken war im Jahr 1910 der Vorsitzende des Bundes für freie Schulgemeinden und Herausgeber von dessen Zeitung. Er versuchte auch, eine neue Schule oder aber eine Jugendburg zu gründen und sein reformpädagogisches Projekt der Idee der Erziehung als Formung des Menschen im Sinne einer Weltanschauung dienen. Für Wyneken geht es um eine Neubestimmung des Verhältnisses zwischen Lehrer und Schüler. Dieses soll auf Kameradschaft und Führertum basieren.
Mit seinen pädagogischen Ansätzen beeinflusst Wyneken als Erwachsener die aufkommende Jugendbewegung, zu der er ab 1912 in Verbindung steht. Wyneken kreiert den Begriff der Jugendkultur gegen die Unterwürfigkeit der wilhelminischen Zeit wie auch gegen Schule und Familie. Er arbeitet 1913 an der Formulierung der Meißner-Formel des Ersten Freideutschen Jugendtages am Hohen Meißner mit. Auch hier kommt es zu Spannungen, da Wyneken einen Führungsanspruch stellt, was von vielen Gruppen des Jugendtages abgelehnt wird.
Fasziniert von den Ideen Wyneken träumen die Brüder Robert und Karl Oelbermann nach dem Ersten Weltkrieg von der Idee Jugendburg. Robert Oelbermann gilt im Nachhinein als der Gründer des Nerother Wandervogel - Bund zur Errichtung der Rheinischen Jugendburg. Mit Rheinischer Jugendburg war die Burg Waldeck im Hunsrück gemeint. Gegründet wurde der Nerother Wandervogel als Nerother Wandervogel – Deutscher Ritterbund von Robert Oelbermann am 27. März 1921 auf der Burg Drachenfels bei Busenberg im Wasgau.
Bei den Jugendburgen ging es zumeist darum, einen eigenständigen Ort der Begegnung zu schaffen und zudem kulturhistorisch wertvolle Denkmäler zu erhalten und ihnen eine neue und sinnvolle Nutzung zukommen zu lassen.
Heutzutage sind die Ziele einer Jugendburg unverändert, es geht darum den Tabus und Konventionen der Gesellschaft zu entgehen und an ihrer Stelle die freizügige Entfaltung des jugendlichen Menschen und seiner selbstgewählten Gemeinschaft aus eigener Bestimmung, vor eigener Verantwortung und mit innerer Wahrhaftigkeit zu gewährleisten.
Bei der stetig wachsenden Zahl an Pfadfinder- und Jugendbünden wurden aus den Jugendburgen internationale Treffpunkte, an denen Lager abgehalten werden.

## Bauhütten

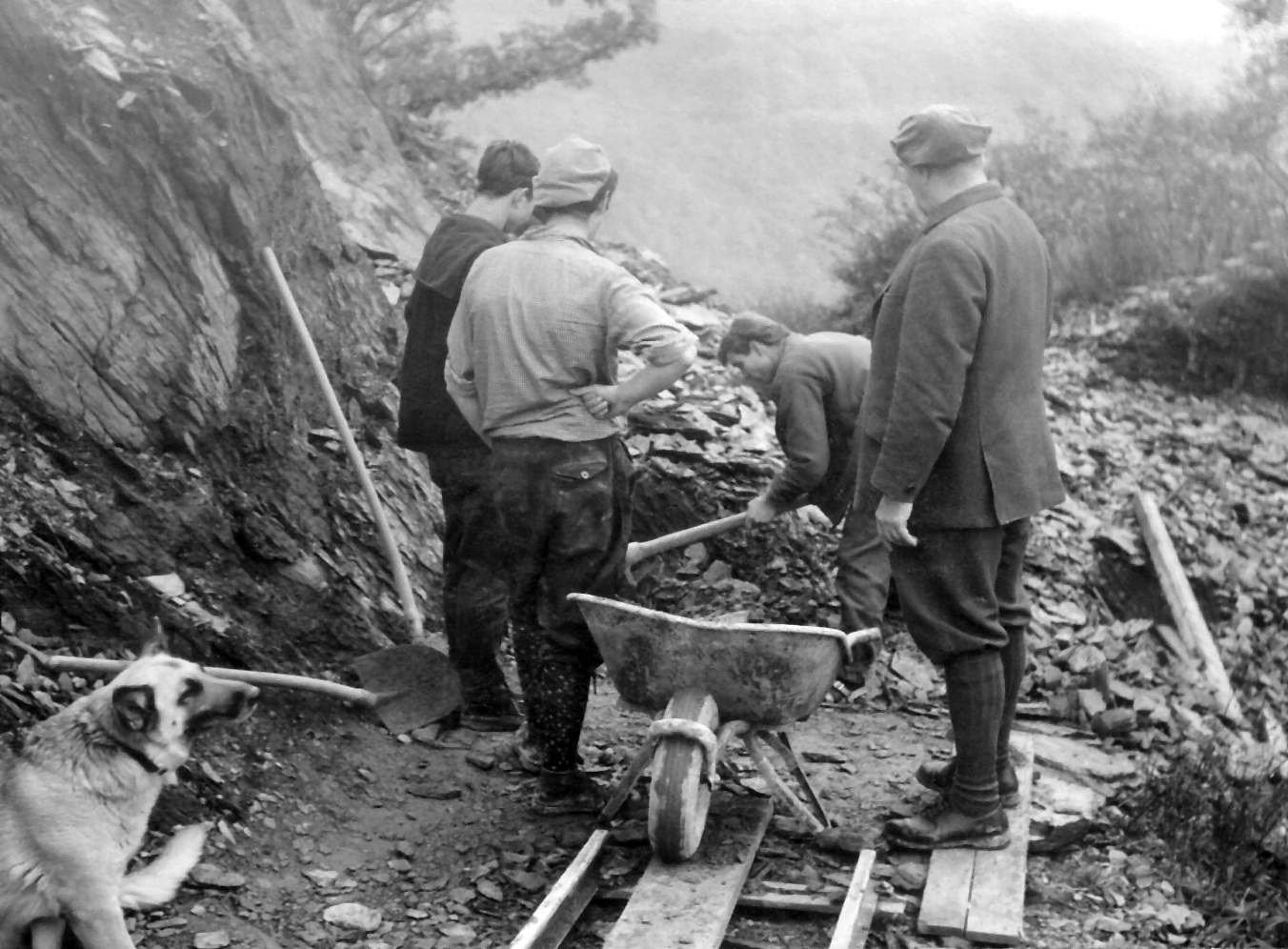
Nerotherbauhütte auf Burg Waldeck (17. November 1966)

Der durch den Nerother Wandervogel geprägte Begriff der Bauhütte bezieht sich ursprünglich auf die Rheinische Jugendburg Waldeck. Da unter dem Bundesführer des Nerother Wandervogels Robert Oelbermann die Waldeck ab 1922 zum Erlebnis- und Fahrten-Mittelpunkt wurde und das ehrgeizige Siedlungs- und Bau-Projekt Rheinische Jugendburg begonnen und propagiert wurde, wurde hierzu eine selbstgebaute Hütte am Fuße der mittelalterlichen Burgruine installiert. Diese war Sitz der Jugendlichen, welche zum Burgbau und zum Leben im Geiste einer ritterlichen Ordensgemeinschaft „Brot und Dach“ teilten.
Heutige Bauhütten sind meist nur noch auf die Sommerferienzeit beschränkt. Doch auch hier steht das gemeinsame Leben und Arbeiten im Vordergrund. Als Gegenpol zur Fahrt bemessen vor allem die Wandervögelbünde dem Bauhüttengedanken noch große Bedeutung zu, da das gemeinsame Leben und Arbeiten eine Gemeinschaft ganz besonders zu formen und zu verschweißen vermag.

## Jugendburgen in Deutschland

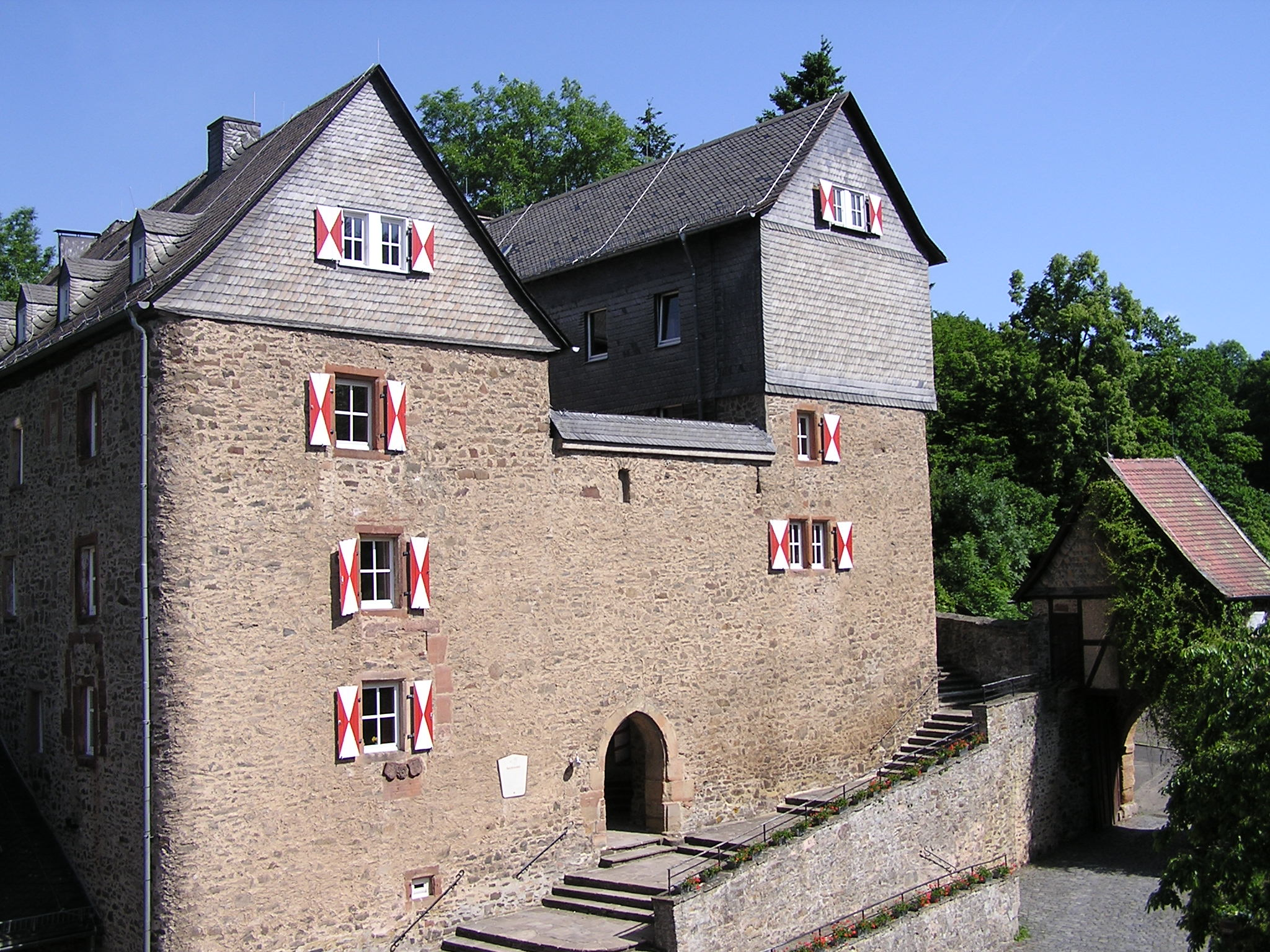
Burg Hessenstein

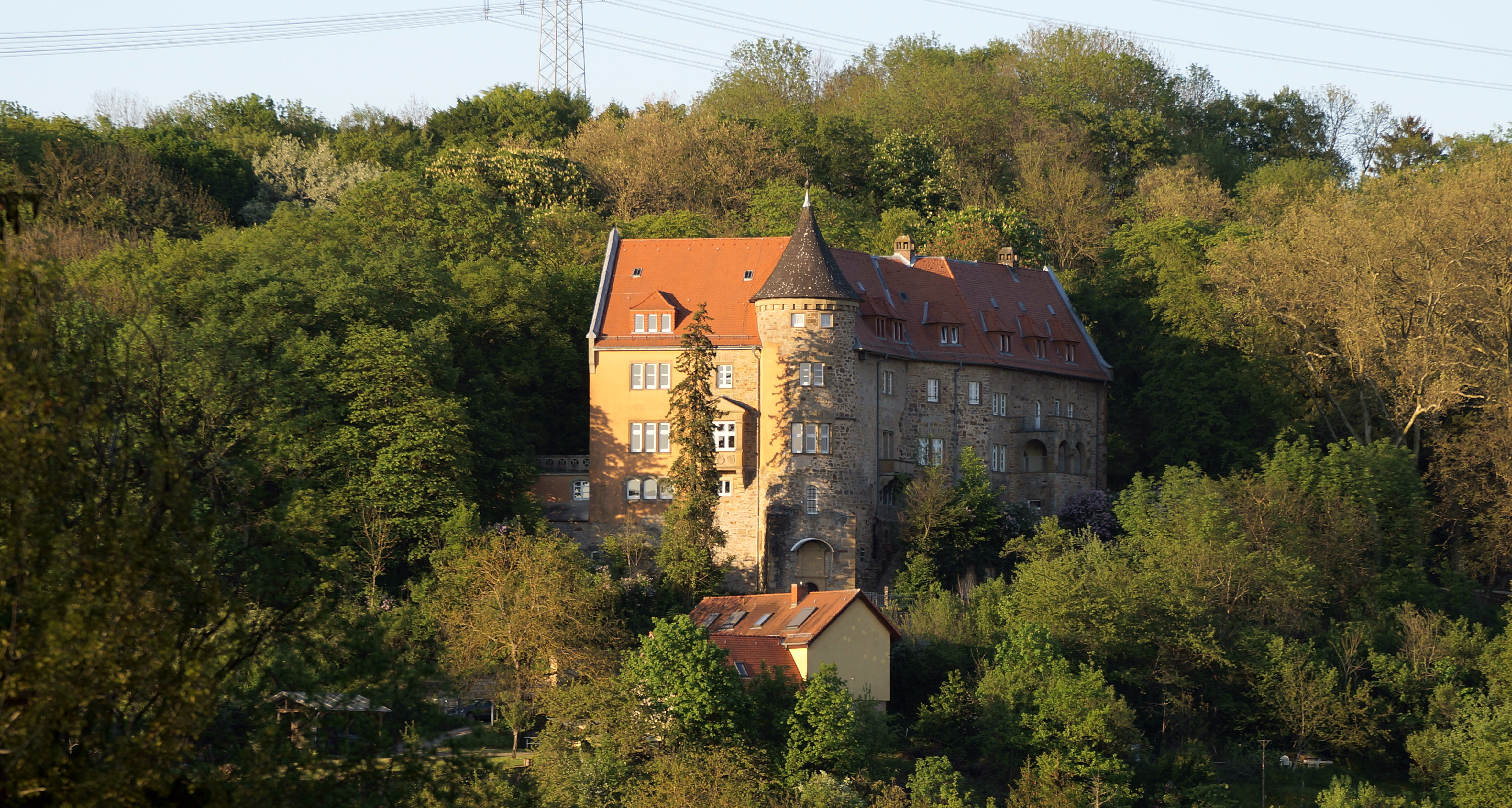
Schloss Rotenberg Jugendburg 1

- Burg Balduinstein in Balduinstein (Rheinland-Pfalz), 1974
- Burg Camburg bei Camburg (Thüringen), 1935
- Eichenkreuzburg bei Bissendorf (Niedersachsen), 1928
- Schloss Ebersberg bei Stuttgart (Baden-Württemberg), 1966
- Burg Feuerstein bei Ebermannstadt (Bayern), 1946
- Burg Gemen bei Borken (Nordrhein-Westfalen), 1946
- Burg Hessenstein bei Vöhl-Ederbringhausen (Nordhessen), 1922
- Burg Hoheneck bei Ipsheim (Bayern), 1984
- Burg Hohenkrähen bei Singen (Hohentwiel) (Baden-Württemberg), 1956
- Burg Hohensolms bei Gießen (Hessen), 1924
- Burg Hohnstein in Hohnstein (Sächsische Schweiz) (Sachsen), 1925
- Burg Ludwigstein bei Witzenhausen (Hessen), 1920
- Schloss Mansfeld bei Mansfeld (Sachsen-Anhalt), 1947
- Burg Monschau bei Monschau (Nordrhein-Westfalen), 1919
- Neuerburg in Neuerburg (Rheinland-Pfalz), 1930
- Burg Rieneck bei Rieneck (Bayern), 1959
- Schloss Rotenberg bei Rauenberg (Baden-Württemberg), 1950
- Burg Rothenfels bei Rothenfels (Bayern), 1919
- Schönburg bei Oberwesel (Rheinland-Pfalz), 1951
- Burg Schwaneck bei Pullach im Isartal (Bayern), 1956
- Burg Stahleck in Bacharach am Rhein (Rheinland-Pfalz), 1925
- Burg Waldeck bei Dorweiler (Rheinland-Pfalz), 1922 (1910)
- Burg Wernfels bei Spalt (Bayern), 1925

## Jugendburgen in Österreich
- Burg Finstergrün bei Ramingstein (Salzburg), 1946
- Jugendburg Streitwiesen bei Weiten (Niederösterreich), 1972
- Burg Wildegg bei Sittendorf (Niederösterreich), 1947

## Jugendburgen in der Schweiz
- Burg Rotberg bei Metzerlen-Mariastein (Solothurn), 1935